# 코코스 말레이어
코코스 말레이어(코코스 말레이어: Basa Pulu Cocos)는 코코스 (킬링) 제도와 말레이시아 사바주에서 쓰이는 크리올이다.